# مجيدلو
مجيدلو (بالفارسية: مجیدلو) هي قرية تقع في أردبيل في إيران. يقدر عدد سكانها بـ 170 نسمة بحسب إحصاء 2016.